# Circondario di Wernigerode
Il circondario di Wernigerode (in tedesco Landkreis Wernigerode) era un circondario della Sassonia-Anhalt di 91.164 abitanti, che aveva come capoluogo Wernigerode.
Già circondario durante la DDR, venne mantenuto tale anche dopo l'unificazione. Il 1º luglio 1994 ha subito una riduzione territoriale, cedendo alcuni comuni al circondario di Quedlinburg. Il 1º luglio 2007 è stato poi unito con i circondari di Halberstadt e Quedlinburg, a formare il nuovo circondario dello Harz.

## Città e comuni
(Abitanti al 31 dicembre 2006)
| Città 1. Benneckenstein (Harz) (2.234) 2. Blankenburg (Harz) (15.553) 3. Derenburg (2.662) 4. Elbingerode (Harz) (5.591) 5. Hasselfelde (3.072) 6. Ilsenburg (Harz) (6.242) 7. Wernigerode (33.871) | Comuni 1. Abbenrode (946) 2. Allrode (662) 3. Altenbrak (368) 4. Cattenstedt (720) 5. Darlingerode (2.368) 6. Drübeck (1.481) 7. Elend (514) 8. Heimburg (929) 9. Heudeber (1.273) 10. Hüttenrode (1.191) 11. Langeln (1.110) 12. Reddeber (880) 13. Schmatzfeld (355) 14. Schierke (721) 15. Sorge (119) 16. Stapelburg (1.391) 17. Stiege (1.170) 18. Tanne (670) 19. Timmenrode (1.068) 20. Treseburg (92) 21. Veckenstedt (1.475) 22. Wasserleben (1.540) 23. Wienrode (896) |